# Casino de Venecia
El Casino de Venecia (en italiano: Casinò di Venezia)  es la  casa de juego más antigua de Italia, Europa y el mundo. La primera casa de juego de Venecia (el Ridotto de San Moisés), nació en la capital de Véneto en 1638. A finales de los años 1930, fue inaugurado el Casino de Venecia. En los años cincuenta también abrió la sede del Centro Histórico en Ca' Vendramin Calergi, un palacio que da al Gran Canal de Venecia, donde aún se ubica. En 1999 se inauguró una nueva sede, Noghera, primer casino de estilo estadounidense, que abrió sus puertas en Italia.